# Carlo Galli (Diplomat)
Carlo Galli (* 25. November 1878 in Florenz; † 12. Januar 1966 in Venedig) war ein italienischer Diplomat.

## Leben
Carlo Galli war der Sohn von Clotilde Lucich und Emilio Galli. Er studierte Rechtswissenschaft an der Universität Florenz. 1904 trat er in den auswärtigen Dienst und wurde Vizekonsul im österreichisch-ungarischen Triest. Im Juni 1911 bereitete er als Konsul in Tripolis im Osmanischen Reich die Invasion des Italienisch-Libyen vor. 1914 war er Generalkonsul in Triest, wo ihm das Evidenzbüro vorwarf italienische Pässe an Anhänger eines italienischen Irredentismus auszustellen. 1915 wurde er im Außenministerium beschäftigt.
Von Januar 1919 bis Dezember 1922 war er Mitglied der italienischen Delegation bei der Pariser Friedenskonferenz 1919. 1922 war er Gesandtschaftsrat unter Carlo Sforza an der Botschaft in Paris. Von Januar 1923 bis April 1924 war er Generalkonsul in Damaskus im Völkerbundmandat für Syrien und Libanon. Von September 1924 bis September 1926 war er Gesandter in Teheran. Von November 1926 bis Mai 1928 war er Gesandter in Lissabon. Von Juni 1928 bis Dezember 1934 war er Gesandter in Belgrad im Königreich Jugoslawien. Von Januar 1935 bis Juni 1938 war er Gesandter in Ankara. Im Juni 1938 wurde er in den Ruhestand versetzt.
Von 1939 bis 25. Juli 1943 saß er, durch Patronage von Giuseppe Volpi, im Aufsichtsrat der Assicurazioni Generali. Als solcher verhandelte er 1942 im Interesse des Konzerns in Triest, Zagreb und Bukarest.
Am 15. August 1943 nahm er die Leitung des Ministeriums für Volkskultur in der Regierung von Pietro Badoglio an, die er bis zum 3. September 1943, dem Waffenstillstand von Cassibile ausübte.
Nach dem Fall Achse wohnte er in Nerviano im Haus seines Freundes, dem Architekten Luigi Caccia Dominioni. Dort wurde er am 24. Februar 1944 verhaftet im Carcere di San Vittore in Mailand interniert, freigelassen, erneut verhaftet und im Lager bei Lumezzane bis April 1945 interniert.